# Lotari II del Sacre Imperi Romanogermànic
Lotari de Supplinburg (vers 1075 - Breitenwang, Tirol, 4 de desembre de 1137), dit "el Saxó", fou Emperador del Sacre Imperi Romanogermànic com a Lotari II (o Lotari III) des de 1133 fins a la seva mort, el 1137.
Fill pòstum del comte Gerhard de Supplinburg, fou proclamat duc de Saxònia l'any 1106. Anys més tard, el 1135, s'imposà sobre els Hohenstaufen, que recolzaven al seu enemic Conrad III. Lotari II feu costat al Papa Innocenci II durant el cisma de 1130, de forma que aquest el coronà emperador l'any 1133. Quatre anys més tard però, morí tornant derrotat d'una batalla contra Roger II de Sicília.

## Biografia

### Accés al tron
Lotari va néixer pòstumament el juny de 1075, poc després que el seu pare Gebhard de Supplinburg morís en batalla de combatent a l'emperador Enric IV. Gebhart havia estat un dels nobles saxons que s'havien oposat a les polítiques imperials i van ser derrotats.
Al llarg dels anys, Lotari va anar adquirint terres arreu de Saxònia a través de la seva herència o aliances matrimonials. Va obtenur els dominis de les famílies Billung, Nordheim i Brunswick, esdevenint un dels terratinents més poderosos del ducat del nord.
L'any 1106 el fill d'Enric IV, Enric V, va demanar ajuda a Lotari per deposar el seu pare. A canvi, Lotari va ser nomenat Duc de Saxònia. Des de la seva nova posició va rebutjar els nous impostos que el nou emperador va voler imposar als ducs, i es va revoltar contra Enric V mantenint Saxònia fora del control de l'Imperi durant tota la Disputa de les Investidures. El 1115 els seus exèrcits van derrotar els de l'emperador a la Batalla de Welfesholz.
El 1125 l'emperador Enric V va morir sense descendència legítima. Havia escollit com a hereu el seu nebot Frederic II de Suàbia, de la casa Hohenstaufen, però aquesta designació no era del grat de la noblesa que no volia veure com el càrrec d'emperador es convertia amb hereditari i continuava incrementant el seu poder a costa del poder local. El canceller imperial, l'arquebisbe de Magúncia, va veure en Lotari una bon candidat per ocupar el tron: era terratinent poderós i respectat, però en ser vell i sense fills podria ser fàcilment acceptat per la noblesa.
Per a l'elecció es va formar un comitè format per deu representants dels quatre ducats arrel de Saxònia, Suàbia, Francònia i Baviera. Lotari comptava amb el suport del seu ducat i amb els bavaresos del duc Enric l'Orgullós, de la casa de Welf, amb qui havia casat l'única filla. Frederic de Suàbia tenia el suport del seu germà, el duc Cornad IV de Francònia. Finalment Lotari s'imposà i fou coronat rei per l'arquebisbe de Colònia el 13 de setembre a Aquisgrà.

### Regnat
De seguida va esclatar una guerra civil entre Lotari i la casa de Hohenstaufen. El staufens, a més de les terres sàliques que els corresponien històricament, volien retenir també totes les terres que la corona havia incorporat sota els regnats dels reis sàlics Enric IV i Enric V. Quan Lotari intentà prendre el control de les terres, els germans Frederic i Conrad es van revoltar amb el suport dels seus ducats i d'algunes ciutats de l'Imperi.
El 1127 a Nuremberg els rebels van escollir Conrad com a anti-rei, i Conrad va travessar els alps per fer-se coronar Rei d'Itàlia per l'arquebisbe de Milà. Però els esforços de Conrad per obtenir suports a Itàlia no van fructificar i mentrestant Lotari va aprofitar per apoderar-se de dues de les principals ciutats opositores: Nuremberg i Speyer. Finalment, el 1135, Lotari va aconseguir que els Hohenstaufen es sotmetessin a ell a canvi de perdonar-los i permetre'ls tornar a prendre possessió de les seves terres.
El 1133 havia anat a Itàlia en ajut del papa Innocenci II, pel qual fou coronat emperador. Atenent les demandes d'Innocenci i de l'emperador romà d'Orient Joan II Comnè, va emprendre una campanya contra el rei normand Roger II de Sicília. Acompanyat pel seu gendre, el duc Enric l'Orgullós de Baviera, van marxar cap al sud d'Itàlia. Lotari va apoderar-se de Càpua i Pulla, però, la negativa de l'exèrcit germànic a combatre sota el calorós sol d'estiu i les intromissions del Papat amb els territoris conquerits van fer que es desdigués de conquerir la totalitat del regne de Roger.
El 4 de desembre de 1137, mentre creuava els Alps de retorn a Alemanya, Lotari va morir. Va ser enterrat a l'església de Sant Pere i Sant Pau que ell mateix havia fundat a Königslutter. Tot i que Lotari havia volgut que l'imperi passés a Enric l'Orgullós, els Hohenstaufen aconseguirien prendre el poder.

## Família

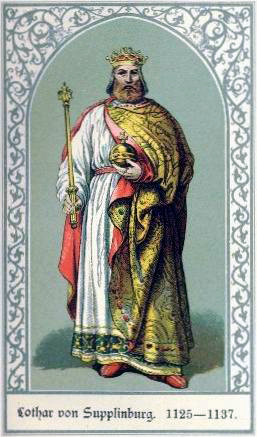
Representació idealitzada de l'emperador Lotari (s. XIX)

### Avantpassats
|  |                                  |  |  |  |  |  |  |  |  |  |  |  |  |  |  |  |
|  | 4. Comte Conrad de Walbeck (?)   |  |  |  |  |  |  |  |  |  |  |  |  |  |  |  |
|  |                                  |  |  |  |  |  |  |  |  |  |  |  |  |  |  |  |
|  |                                  |  |  |  |  |  |  |  |  |  |  |  |  |  |  |  |
|  | 2. Comte Gebhard de Supplinburg  |  |  |  |  |  |  |  |  |  |  |  |  |  |  |  |
|  |                                  |  |  |  |  |  |  |  |  |  |  |  |  |  |  |  |
|  |                                  |  |  |  |  |  |  |  |  |  |  |  |  |  |  |  |
|  | 1. Emperador Lotari II           |  |  |  |  |  |  |  |  |  |  |  |  |  |  |  |
|  |                                  |  |  |  |  |  |  |  |  |  |  |  |  |  |  |  |
|  |                                  |  |  |  |  |  |  |  |  |  |  |  |  |  |  |  |
|  | 12. Comte Dietmar de Frombach    |  |  |  |  |  |  |  |  |  |  |  |  |  |  |  |
|  |                                  |  |  |  |  |  |  |  |  |  |  |  |  |  |  |  |
|  |                                  |  |  |  |  |  |  |  |  |  |  |  |  |  |  |  |
|  | 6. Comte Frederic de Frombach    |  |  |  |  |  |  |  |  |  |  |  |  |  |  |  |
|  |                                  |  |  |  |  |  |  |  |  |  |  |  |  |  |  |  |
|  |                                  |  |  |  |  |  |  |  |  |  |  |  |  |  |  |  |
|  | 3. Hedwig de Formbach            |  |  |  |  |  |  |  |  |  |  |  |  |  |  |  |
|  |                                  |  |  |  |  |  |  |  |  |  |  |  |  |  |  |  |
|  |                                  |  |  |  |  |  |  |  |  |  |  |  |  |  |  |  |
|  | 14. Comte Conrad de Haldensleben |  |  |  |  |  |  |  |  |  |  |  |  |  |  |  |
|  |                                  |  |  |  |  |  |  |  |  |  |  |  |  |  |  |  |
|  |                                  |  |  |  |  |  |  |  |  |  |  |  |  |  |  |  |
|  | 7. Gertrudis de Haldensleben     |  |  |  |  |  |  |  |  |  |  |  |  |  |  |  |
|  |                                  |  |  |  |  |  |  |  |  |  |  |  |  |  |  |  |
|  |                                  |  |  |  |  |  |  |  |  |  |  |  |  |  |  |  |

### Núpcies i descendents
Vers l'any 1100 Lotari es va casar amb Richenza de Northeim (v. 1088 – 1141). Tingueren només una filla:
- Gertrudis de Süpplingenburg (1115 – 1143), es casaria amb el duc de Baviera Enric l'Orgullós i seria la mare d'Enric el Lleó.